# Teatro de Ecuador

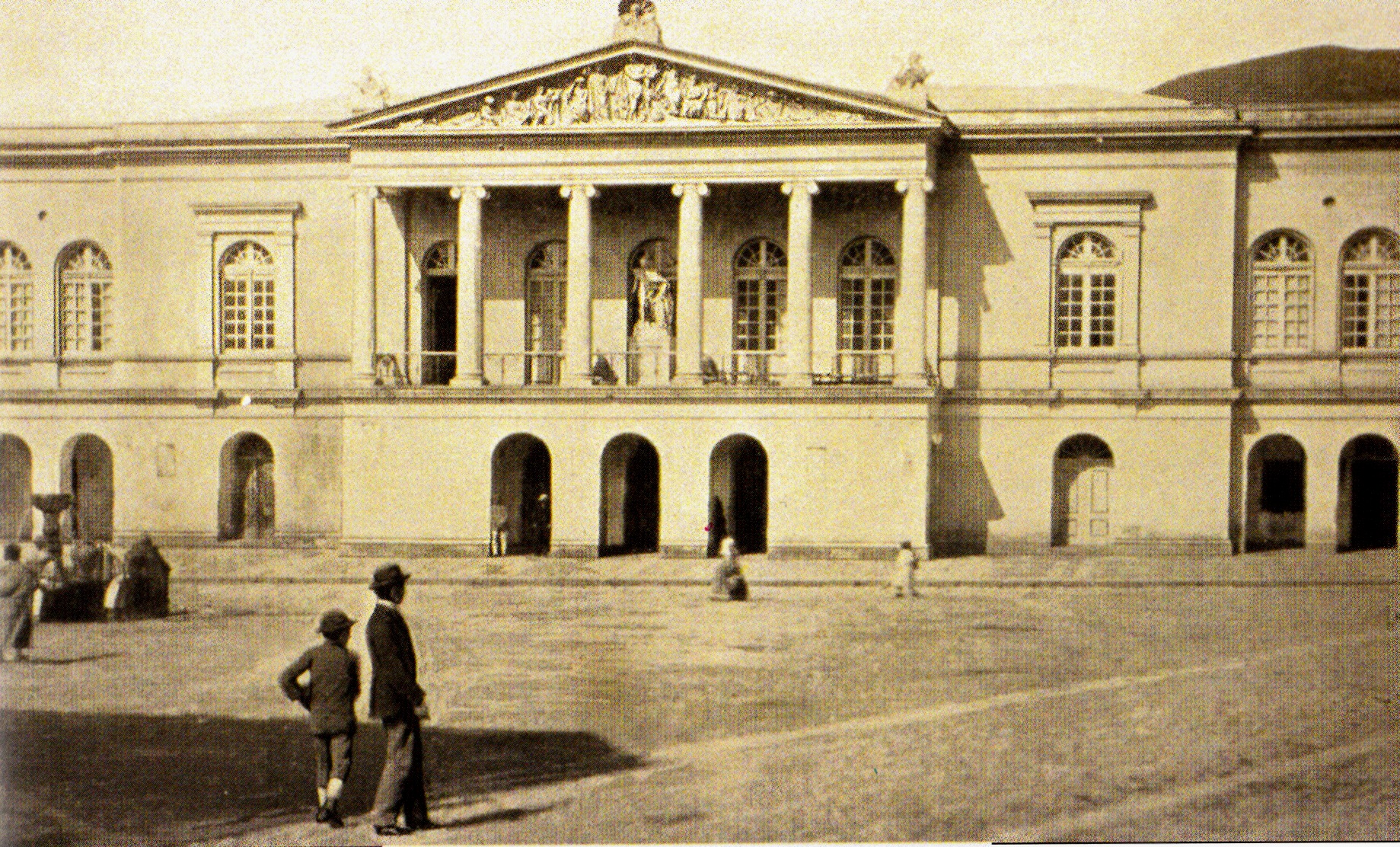
El Teatro Sucre a finales del.

El teatro en ecuador, desde sus inicios a finales del siglo XIX con pioneros guayaquileños como Nicolás Augusto González y José Eusebio Molestina, quienes exploraron tanto el drama como la comedia y el drama poético respectivamente, hasta la consolidación de una escena nacional con la apertura del Teatro Sucre y la aparición de figuras como Francisco Aguirre Guarderas y Trajano Mera, quienes aportaron comedias de costumbres y "juguetes cómicos", sentó las bases para un desarrollo teatral diverso. A estos nombres se suman dramaturgos como Víctor M. Rendón y Carlos Arturo León Romero, quienes también contribuyeron a enriquecer el panorama escénico ecuatoriano en las primeras décadas del siglo XX. Posteriormente, la corriente del realismo social tomó fuerza con autores como Demetrio Aguilera Malta, Pedro Jorge Vera y Gregorio Cordero y León, quienes utilizaron el teatro como un medio para reflejar y criticar las realidades sociales y políticas del país. De especial mención es el icónico actor Ernesto Albán y su personaje de "Don Evaristo" en las populares "Estampas de mi Ciudad". Finalmente, el teatro contemporáneo ecuatoriano se nutrió de la originalidad y la diversidad de voces de dramaturgos como Francisco Tobar García y José Martínez Queirolo, quienes exploraron una amplia gama de temas y estilos, consolidando una tradición teatral rica y en constante evolución.

## Origen del teatro ecuatoriano

### Las primeras obras

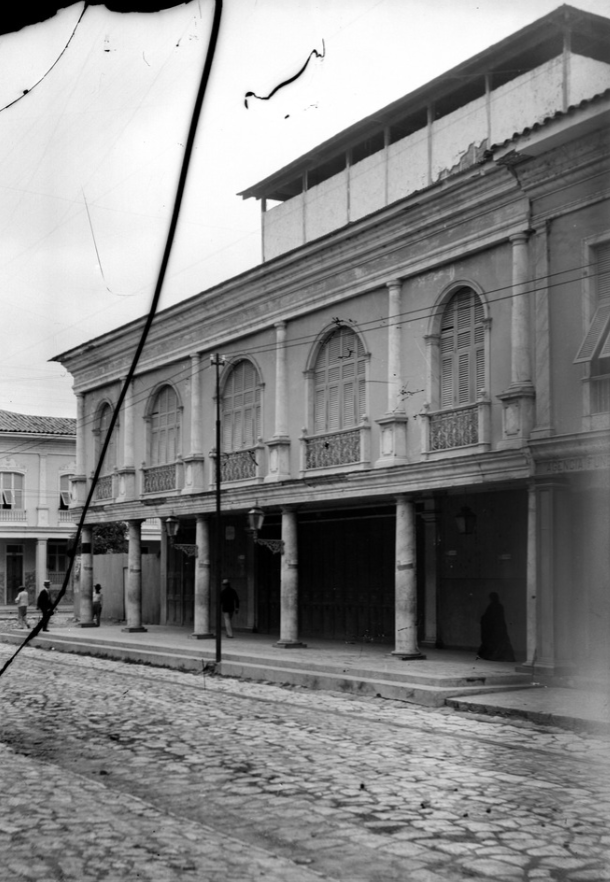
Teatro Olmedo, inaugurado en 1857 en Guayaquil

Nicolás Augusto González y José Eusebio Molestina fueron dos figuras pioneras del teatro que marcaron los inicios de la dramaturgia ecuatoriana a finales del siglo XIX. González, un intelectual multifacético con una sólida formación académica, incursionó con éxito en diversos géneros literarios, destacándose por su versatilidad en la creación de dramas, comedias y obras históricas que conectaron con el público de su tiempo. Molestina, por su parte, combinó su pasión por la poesía con el teatro, produciendo dramas poéticos de corte romántico que exploraron temas sociales y costumbristas, siendo "Espinas y abrojos" considerada una precursora del teatro realista en Ecuador. Analizando la obra de Nicolás Augusto González que iniciaría en 1876 y demostró una gran versatilidad, escribiendo tanto dramas como comedias que alcanzaron éxito en su época. Entre sus obras dramáticas destacan "Hojas Secas", "El Mundo del Hombre" (en verso), "Amor de Reina y Amor de Esclava", "Las Dos Culpas" y "El Ramo de Flores", así como los exitosos estrenos de "Entre el Amor y el Honor", "Tumba de Ensueño" y "En la Frente del Maldito". Su incursión en la comedia también fue significativa con obras como "Flores y Espinas", "En la Edad Está el Misterio" y "Seductor que no Seduce". Además, incursionó en el drama histórico con "Amor y Patria", escrita en colaboración con Alfredo Baquerizo Moreno.
Por otro lado, José Eusebio Molestina emergió como una figura prominente en la escena literaria de Guayaquil, destacándose tanto en la poesía como en el teatro. Su incursión formal en la literatura comenzó en 1876. Un hito temprano en su carrera teatral fue el estreno en 1878 de su drama poético en cuatro actos, "Eufemia la costurera", en el Teatro Olmedo de Guayaquil. Esta obra marcó el inicio de su exploración del género dramático, caracterizado por una fuerte influencia de la tradición romántica, que persistió a pesar del surgimiento de nuevas corrientes literarias en Ecuador. Molestina es especialmente recordado por sus dramas poéticos, entre los que se incluyen títulos como "Las penas del trovador" (1883), "El poeta y la coqueta" (1885) y "Espinas y abrojos" (1898). Sus obras teatrales se distinguieron por abordar temas dramáticos con matices moralistas, inspirándose tanto en la vida urbana como rural de Ecuador. Particularmente, "Espinas y abrojos" es considerada una precursora del teatro realista y social en el país, mostrando una evolución en su enfoque dramático. La obra de Molestina actuó como un puente entre el Romanticismo y los primeros indicios del realismo y el modernismo en la literatura ecuatoriana. La recepción pública de Molestina fue positiva en su Guayaquil natal, donde sus obras se representaban regularmente en el Teatro Olmedo, consolidando su reputación como una voz importante del teatro ecuatoriano.

### La consolidación de la escena

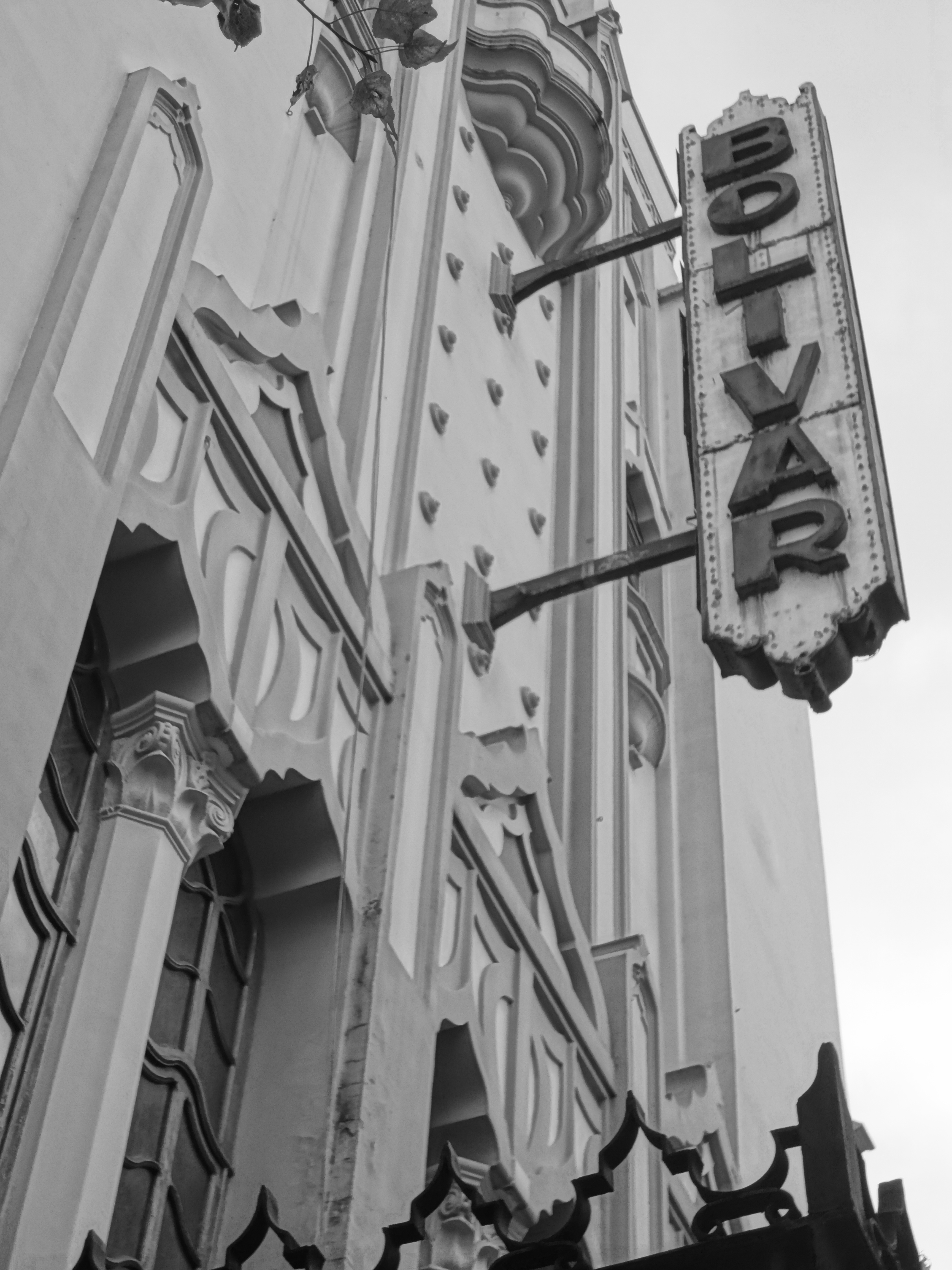
Teatro Bolívar

Los inicios del teatro ecuatoriano en el siguiente siglo contaron con la contribución de dramaturgos como el quiteño Francisco Aguirre Guarderas y el ambateño Trajano Mera, quienes, dejaron una marca significativa en la escena nacional. Aguirre Guarderas, con su comedia de costumbres "Receta para viajar", estrenada con éxito en 1892, demostró una habilidad temprana para conectar con el público a través del humor y la representación de la vida cotidiana quiteña. Por su parte, Trajano Mera, reconocido por su labor intelectual y poética, incursionó en el teatro con la creación y estreno de dos "juguetes cómicos" en 1914, evidenciando un interés por el género ligero y el entretenimiento como forma de expresión artística. Profundizando sobre el trabajo de Francisco Aguirre Guarderas se debe mencionar que fue un dramaturgo cuya contribución al teatro ecuatoriano se considera un hito importante en la historia de las artes escénicas del país. A pesar de haber dejado inéditas sus dos obras teatrales, "Receta para heredar" y "Receta para viajar", fue esta última la que alcanzó notoriedad al ser representada en el prestigioso Teatro Sucre de Quito en 1892. El estreno de "Receta para viajar", una comedia de costumbres escrita por Aguirre Guarderas, marcó un momento significativo para el teatro nacional ecuatoriano. La representación, llevada a cabo por la compañía Dalmau el 11 de junio de 1892 en el Teatro Sucre, fue recibida con un aplauso general y bullicioso por parte del público. Este éxito inicial consolidó la obra como un referente temprano del teatro ecuatoriano, resaltando la capacidad de Aguirre Guarderas para capturar y presentar las costumbres de la época a través del género cómico. Por otro lado Trajano Mera, hijo del renombrado escritor ecuatoriano Juan León Mera, fue un intelectual ambateño con una formación en Derecho y un espíritu emprendedor que lo llevó a fundar la Revista Ecuatoriana en 1889. Su interés por la cultura y la historia lo impulsó a realizar estudios en archivos europeos durante su periodo como cónsul, llegando a España en 1890. Su faceta literaria se manifestó en la poesía, recopilando sus versos y traducciones en la obra "¿Sonetos y sonetillos?" publicada en Madrid. Sin embargo, la contribución de Trajano Mera al ámbito teatral, aunque quizás menos extensa que su labor poética o su actividad intelectual, dejó una huella en la escena quiteña de su tiempo. En 1914, Mera estrenó en Quito dos "juguetes cómicos", género teatral breve y de carácter ligero, que posteriormente fueron publicados en 1915. Estas obras, aunque hoy puedan ser menos conocidas, representaron una incursión activa de Mera en la dramaturgia y ofrecieron al público de la época una muestra de su faceta cómica y su visión del teatro. Aunque su vida se truncó en 1919, el paso de Trajano Mera por el mundo de las letras y el teatro ecuatoriano es digno de mención. 

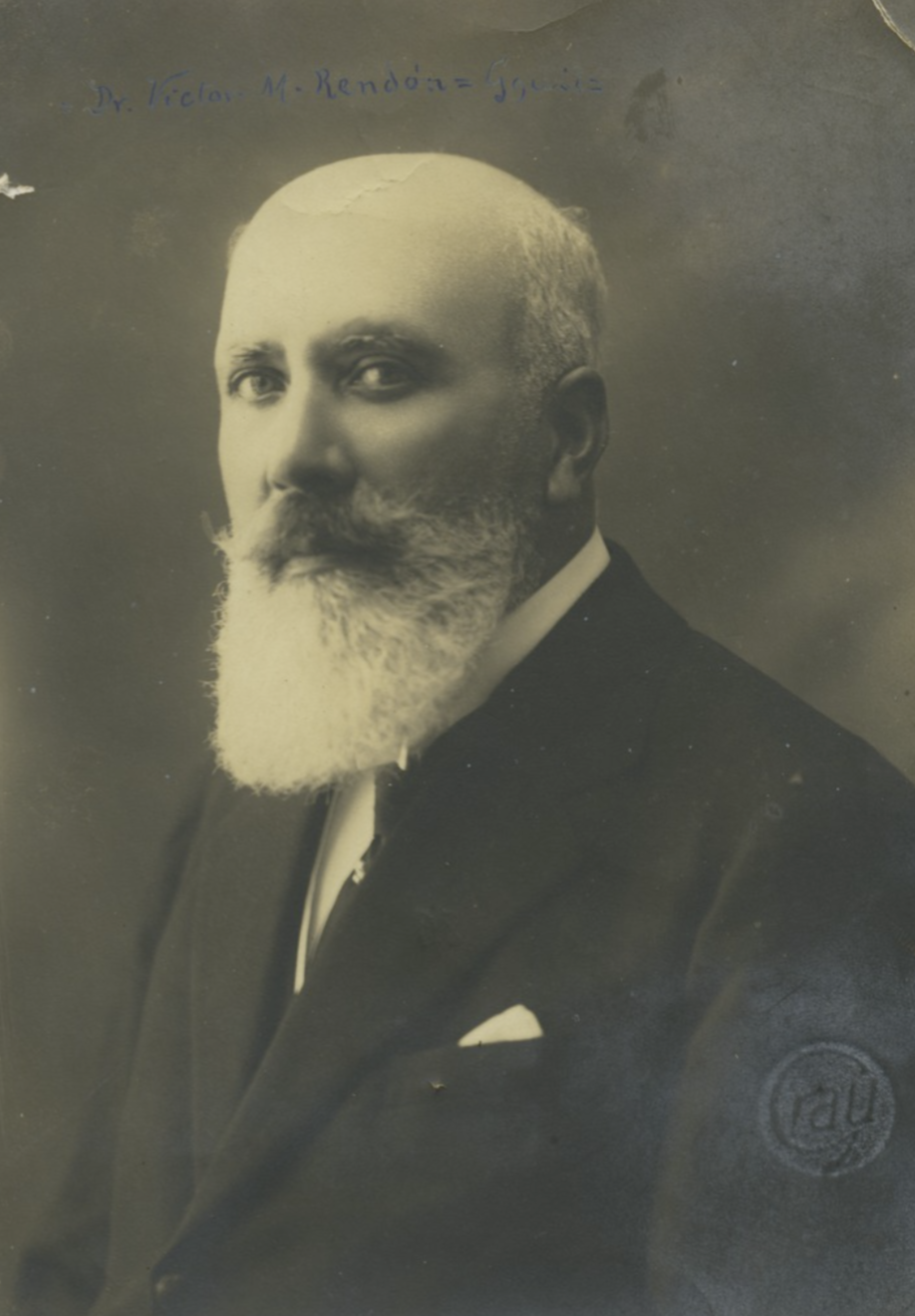
Víctor M. Rendón

A esto se suma el teatro desarrollado por Víctor M. Rendón quien fue un autor ecuatoriano notable por su vasta producción literaria, que superó las cuarenta obras escritas tanto en francés como en español, abarcando géneros como la poesía, la biografía y la ficción. Dentro de su diversa producción, el teatro ocupó un lugar significativo. Rendón incursionó en la dramaturgia con obras como "El Ausentismo" (1923), la cual trascendió las fronteras ecuatorianas al ser representada tanto a nivel nacional como internacional. Esta obra en particular se destacó por su aguda sátira de la vida de un cultivador de cacao guayaquileño que reside en París, ofreciendo una mirada crítica y humorística a las dinámicas sociales de la época. Además de "El Ausentismo", Rendón contribuyó al género teatral con otras piezas como "El milagro de San Antonio", que formó parte de su colección de cuentos "Cuentos de Delfín de las Peñas". Su dedicación al arte no se limitó a la escritura, ya que también fue un prolífico compositor musical, creando más de cien piezas populares en Guayaquil. Sin embargo, fue a través de sus obras teatrales que Rendón logró una conexión directa con el público. A estas obras se suman "Cuadro Heroico", una pieza en un acto y escrita en verso, que constituye una adaptación al castellano de su anterior trabajo en francés titulado "Le revenant". Esta obra tuvo su estreno en Ecuador en el año 1920. Además de esta pieza en verso, Rendón incursionó en la comedia en prosa, siendo autor de "Madrinas de Guerra" y "Hoy, ayer y mañana". Esta última alcanzó una mayor difusión al ser representada por la compañía de teatro de Martha Fábregas a partir del año 1922.
Por otro lado se debe mencionar al autor Carlos Arturo León Romero quien fuera un destacado intelectual ecuatoriano cuya formación en derecho influyó en su sensibilidad hacia la justicia social, temática que se reflejaría en su prolífica obra literaria. Sin embargo, fue en el teatro donde León Romero encontró una de sus principales vías de expresión y contribución cultural. Tras una exitosa carrera inicial como abogado, su pasión por las artes escénicas lo llevó a escribir numerosas obras de teatro, incluyendo dramas como "Reparación" y "El Recluta", que gozaron de reconocimiento en importantes ciudades ecuatorianas como Quito y Guayaquil. León Romero no solo fue un dramaturgo prolífico, autor de obras que exploraban las complejidades de las emociones humanas y las injusticias sociales, sino que también invirtió en la infraestructura teatral de su país. Un hito significativo en su legado teatral fue la fundación del Teatro Daniel León en su propiedad, inaugurado en 1929 en honor a su padre. Este espacio se convirtió en un importante centro cultural en Ecuador, testimoniando su profunda conexión con las artes escénicas. 

## El Nuevo Teatro

### Primeras puestas en escena

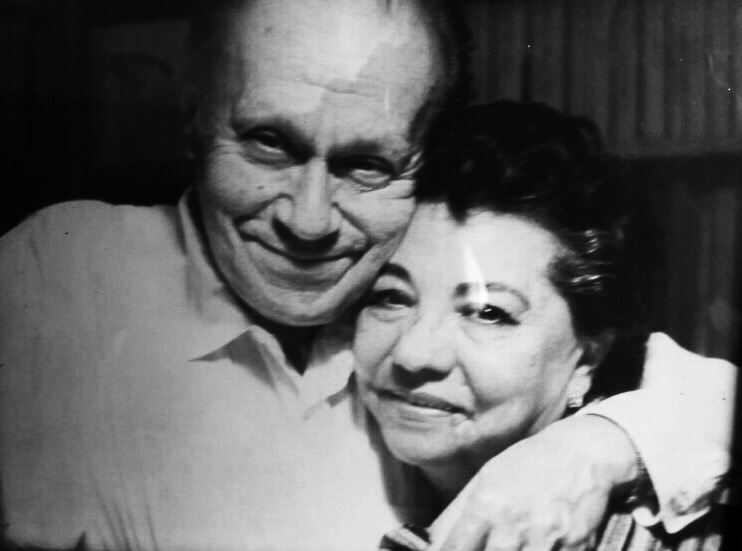
Demetrio Aguilera Malta

La escena teatral ecuatoriana del siglo XX se vio enriquecida por la obra de dramaturgos comprometidos con el realismo social, entre los que destacan Demetrio Aguilera Malta, Pedro Jorge Vera y Gregorio Cordero, los tres nacidos en los primeros años del siglo XX. Primeramente, La obra de Demetrio Aguilera Malta debe ser destacada en sus tres etapas. La primera, de corte realista (1938-1954), se caracterizó por la búsqueda de una representación verosímil de la realidad social, abordando temas y personajes del entorno ecuatoriano en obras como "España Leal" y "Lázaro". Una etapa de transición (1955-1961) marcó su exploración de nuevos estilos, con un acercamiento incipiente al expresionismo. Obras como "Dientes blancos", incluida en su "Trilogía ecuatoriana" junto a "Honorarios" y "El tigre", comenzaron a mostrar un distanciamiento del realismo tradicional, experimentando con simbolismos y contrastes sociales marcados. "Dientes blancos", en particular, es reconocida por su tratamiento de la discriminación a través de un contraste entre un cabaret blanco y sus músicos negros, utilizando la risa como un recurso expresivo que anticipaba su posterior inmersión en el expresionismo. Finalmente, su etapa expresionista (1962-1967), desarrollada íntegramente en México, significó una ruptura total con el realismo. En obras como "Muerte, S.A." e "Infierno negro".

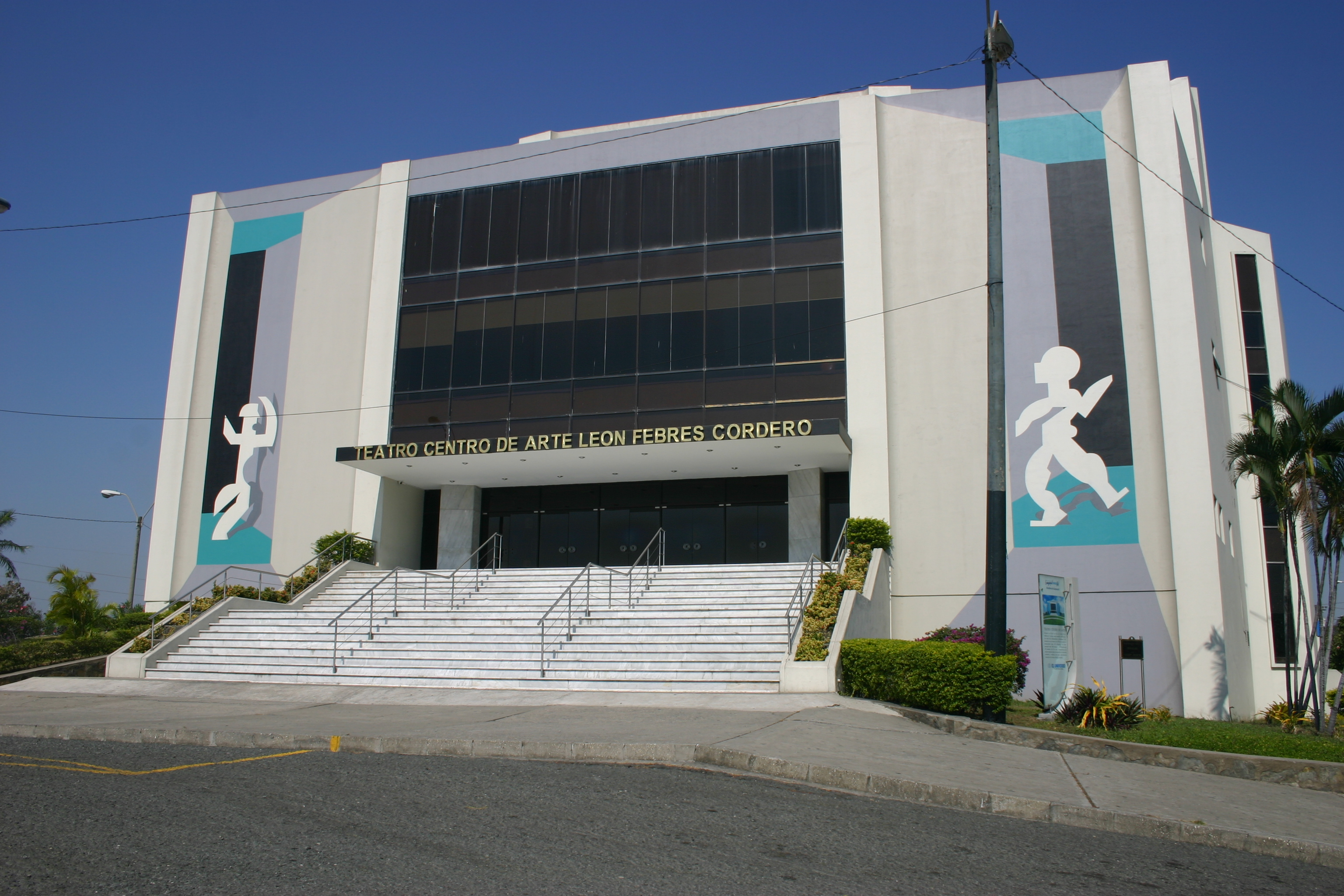
Teatro Centro de Arte León Febres-Cordero

A esto se suman la obra de Pedro Jorge Vera, Gregorio Cordero. El primero en la década de 1940 incursionó de manera más significativa en el teatro, estrenando en 1941 "El Dios de la Selva", considerada su pieza teatral más potente y libre. Posteriormente, en 1952, publicó "Hamlet resuelve su duda", que evolucionaría a su versión definitiva como "Los ardientes caminos". La década de 1950 marcó un periodo de intensa actividad teatral para Vera. En 1954, escribió varias estampas quiteñas que fueron popularizadas por el actor Ernesto Albán. Además, formó la "Compañía de Teatro Intimo" con actores profesionales, con la que llevó a escena sus obras "Luto Eterno" y "La Mano de Dios" en el prestigioso Teatro Sucre y en las reuniones literarias del Café "La Cueva del buho". En 1956, la Casa de la Cultura Ecuatoriana publicó un volumen que reunió sus obras teatrales: "La mano de Dios", "Luto eterno", "Los Ardientes Caminos" y "El Dios de la Selva".  Por su parte Gregorio Cordero y León publicó dos libros, "Seis tragedias rurales" y "El Libro Mínimo", que incluía poemas dedicados a la mujer amada. 
Por otro lado destacaron Hugo Salazar Tamariz y José Martínez Queirolo. El primero de ellos desarrolló una producción literaria que se enmarca dentro del realismo socialista, corriente que influyó profundamente en su visión del arte como herramienta de denuncia social y reflejo de las luchas populares. Exploró diversas temáticas relacionadas con la realidad social y política de su país, abordando problemáticas como la injusticia, la explotación y la resistencia. Títulos como "La falsa muerte de un ciclista", "Toque de queda", "Por un plato de arroz", "El habitante amenazado" y "En tiempos de la colonia" sugieren una dramaturgia comprometida con su contexto, utilizando el escenario para visibilizar las tensiones y desigualdades presentes en la sociedad ecuatoriana a lo largo de diferentes periodos históricos. Por otro lado José Martínez ganó importancia por su enfoque autónomo y su habilidad para moldear la técnica, la trama y el lenguaje expresivo a su visión personal, apartándose de las convenciones rutinarias de la creación dramática. A lo largo de su carrera, Martínez Queirolo demostró una maestría en el arte de contar historias para el escenario. Su obra teatral abarcó una diversidad de temáticas y estilos en sus obras: "Cuestión de vida o muerte", "Los unos versus los otros", "QEPD" y "La dama meona". Además hizo importantes adaptaciones de escritores del realismo social. Su talento como dramaturgo fue reconocido con el Premio Eugenio Espejo en el año 2001, un testimonio de su significativa contribución a las letras ecuatorianas.

### El Teatro Independiente

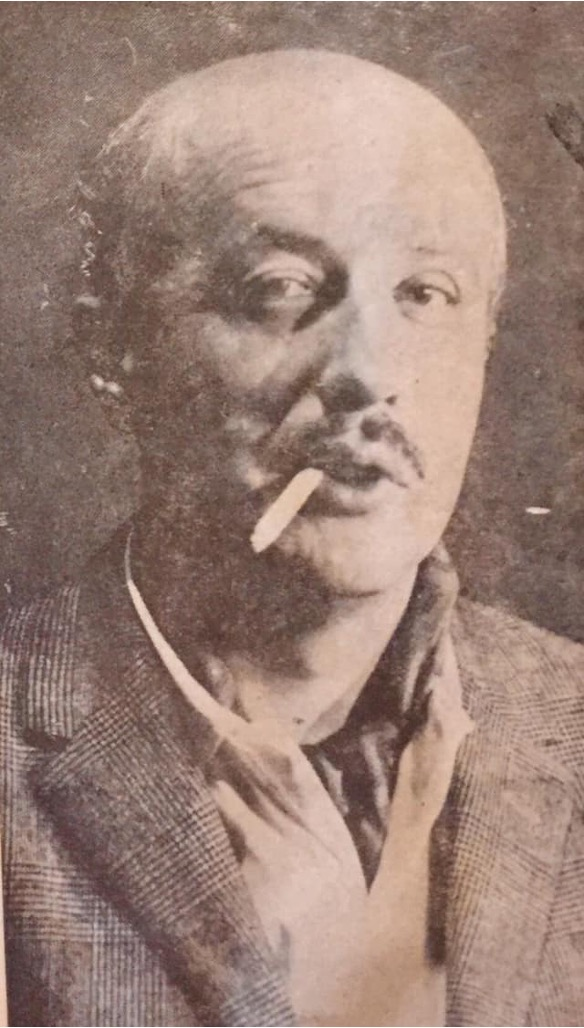
Paco Tobar

Uno de los dramaturgos más destacados del siglo pasado fue Francisco Tobar García, quien fuera un escritor con una sólida formación académica y experiencia internacional. En el ámbito teatral, 1953 fue crucial con la fundación del grupo "Teatro El Independiente", que dirigió desde 1954 hasta 1970, impulsando la escena ecuatoriana. En 1954 escribió "El Miedo", anticipando sus temas recurrentes, seguido de otras obras como "Las mariposas" y "Témpera", además del poemario "Smara", que exploraba la idea de la nada a través de sonetos de cuidada forma. En 1957, reflexionó sobre el panorama teatral ecuatoriano en un ensayo. Exploró una amplia gama de temas y formas dramáticas, desde lo psicológico y alegórico hasta lo existencial y satírico.  Su  trayectoria fue reconocida con el Premio nacional de teatro, consolidándose como el mayor dramaturgo ecuatoriano del siglo XX y un poeta de estilo refinado. Dirigió la editorial de la Casa de la Cultura y viajó con su grupo teatral por Latinoamérica. Ingresó a la Academia Ecuatoriana de la Lengua y condujo un programa televisivo satírico.  Obtuvo un premio de la UNESCO por su obra "En los ojos vacíos de la gente" y continuó publicando y dirigiendo teatro hasta que "El Búho tiene miedo a las tinieblas" marcó una suerte de despedida de los escenarios, dejando un legado de veintiséis exitosas temporadas al frente del "Teatro El Independiente". A las obras ya mencionadas se debe además destacar las siguientes: "La noche no es para dormir", "La llave del abismo", "Cuando el mar no exista", "En los ojos vacíos de la gente", "Balada para un imbécil" y "Admodeo Mandinga".

### Estampas de mi Ciudad
Relacionado a muchas producciones de los escritores ecuatorianos estuvo el actor Ernesto Albán Mosquera, considerado una de las figuras más importantes del teatro en su país durante el siglo XX. Inicialmente con roles menores en diversas compañías quiteñas, Albán consolidó su carrera al interpretar obras de autores argentinos, peruanos y españoles, recorriendo Ecuador y ganando amplia aceptación. Sin embargo, su mayor impacto provino de la creación, junto al escritor Alfonso García Muñoz, del personaje de Evaristo Corral y Chancleta, protagonista de las populares "Estampas de mi Ciudad". El personaje de Don Evaristo se convirtió en la imagen representativa de Ernesto Albán, caricaturizando las costumbres y la realidad del país con un humor cotidiano y una crítica incisiva hacia la política y la sociedad. Vestido de forma peculiar y representando a un hombre de clase media con aspiraciones y deudas, Don Evaristo conectó profundamente con el público, trascendiendo las barreras de clase y convirtiéndose en un símbolo de la "sal quiteña" y del sentir del habitante andino. A través de este personaje, Albán no solo entretenía, sino que también ofrecía una valiente censura de los errores de los gobernantes de turno. La popularidad de Ernesto Albán y su personaje Don Evaristo lo llevaron a incursionar con éxito en el cine, participando como coproductor y actor en varias películas mexicanas y en la única producción ecuatoriana en la que actuó a lo largo de su carrera. Incluso después de su fallecimiento, el legado de Don Evaristo perduró, siendo utilizado en campañas cívicas y de valores en Quito, demostrando el arraigo y la influencia que este personaje creado e interpretado por Ernesto Albán tuvo en la cultura ecuatoriana, rompiendo con un teatro de élite y acercándose al sentir popular.

## Teatro popular

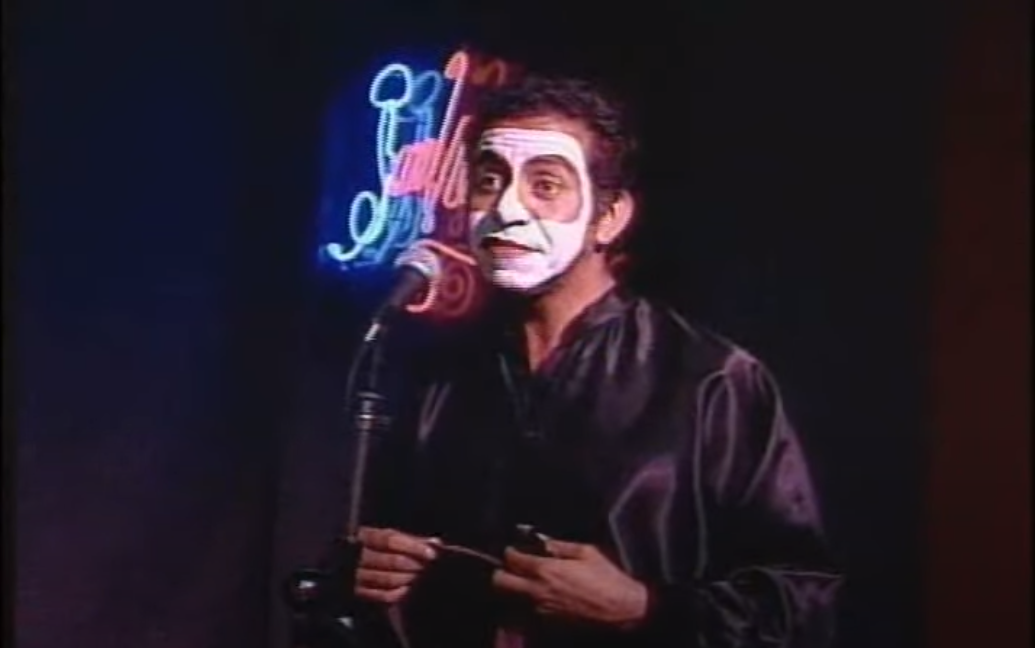
Carlos Michelena

Una de las figuras más importantes del teatro popular fue Carlos Alberto Michelena Soria, conocido como «El Miche», quien fuera un destacado actor cómico ecuatoriano nacido en Quito en 1954. Caracterizado por su rostro pintado de blanco y vestimenta peculiar, se ha ganado el reconocimiento por su teatro callejero en el parque El Ejido de la capital ecuatoriana. En este espacio público, Michelena interpreta personajes típicos de la sociedad y, con frecuencia, satiriza a figuras de la política ecuatoriana, manteniendo una postura crítica hacia los distintos gobiernos del país. Sus humildes orígenes en la parroquia de Tumbaco, donde su padre era zapatero y su madre vendedora de caramelos, marcaron su infancia y, posteriormente, su arte. A pesar de no completar la educación secundaria, su temprana experiencia vendiendo dulces en la calle forjó su personalidad y nutrió su visión teatral. A los quince años, incursionó en el mundo del teatro como oyente en la Escuela de Arte Dramático de la Casa de la Cultura, llegando a ser utilero de la compañía Teatro Ensayo, dirigida por Fernando Guaman. La trayectoria teatral de Michelena se inició formalmente a los 19 años en la Escuela de Teatro de la Casa de la Cultura, donde recibió formación de Antonio Ordóñez. Participó en numerosas obras con Teatro Ensayo y posteriormente formó parte de importantes agrupaciones como Ollantay y Malayerba, llegando incluso a dirigir el grupo Teatro de la Calle. Tras años en producciones teatrales, optó por llevar su arte a las calles y plazas de Quito, donde su teatro callejero, lleno de sketches sobre la vida cotidiana y críticas políticas, lo consolidó como una figura popular. Aunque tuvo una breve incursión televisiva con "El toque del Miche", prefirió el contacto directo con el público en el parque, donde se siente más identificado. 

## Principales teatros de Ecuador
En Quito
- Teatro Nacional Sucre inaugurado en 1886.
- Teatro Bolívar, inaugurado en 1933.
- Teatro México, abierto originalmente como cine en 1950, fue reinaugurado en 2008 como un moderno teatro.
- Teatro Variedades Ernesto Albán
- Teatro Capitol, construido en 1908.
- Teatro Malayerba

En Guayaquil
- Teatro Olmedo, con una historia que se remonta a 1857
- Teatro Centro de Arte León Febres Cordero, inaugurado en 1988
- Teatro Centro Cívico Eloy Alfaro (Plaza de Artes y Oficios), inaugurado en 2009
- Teatro Sánchez Aguilar, inaugurado en 2012

En Cuenca
- Teatro Bolívar
- Teatro Sucre
- Teatro Pumapungo

En Loja
- Teatro Nacional Benjamín Carrión
- Teatro Bolívar